# 糙毛黃鵪菜
糙毛黄鹤菜（学名：Youngia pilifera）为菊科黄鹌菜属下的一个种。

## 扩展阅读
- 維基物種上的相關：糙毛黄鹤菜